# Williston (Tennessee)
Williston és una població dels Estats Units a l'estat de Tennessee. Segons el cens del 2000 tenia 341 habitants.

## Demografia
Segons el cens del 2000, Williston tenia 341 habitants, 122 habitatges, i 91 famílies. La densitat de població era de 81,3 habitants/km².
Dels 122 habitatges en un 38,5% hi vivien nens de menys de 18 anys, en un 54,9% hi vivien parelles casades, en un 18% dones solteres, i en un 24,6% no eren unitats familiars. En el 20,5% dels habitatges hi vivien persones soles el 8,2% de les quals corresponia a persones de 65 anys o més que vivien soles. El nombre mitjà de persones vivint en cada habitatge era de 2,8 i el nombre mitjà de persones que vivien en cada família era de 3,28.
Per edats la població es repartia de la següent manera: un 30,5% tenia menys de 18 anys, un 8,2% entre 18 i 24, un 29% entre 25 i 44, un 21,1% de 45 a 60 i un 11,1% 65 anys o més.
L'edat mediana era de 36 anys. Per cada 100 dones de 18 o més anys hi havia 74,3 homes.
La renda mediana per habitatge era de 40.625 $ i la renda mediana per família de 43.750 $. Els homes tenien una renda mediana de 30.729 $ mentre que les dones 26.719 $. La renda per capita de la població era de 14.514 $. Entorn del 8,6% de les famílies i el 9,7% de la població estaven per davall del llindar de pobresa.

## Poblacions més properes
El següent diagrama mostra les poblacions més properes.